# Fair (banda)
Fair é uma banda cristã iniciada em 2005,banda de Seatle,Washington, estilo alternative. Grupo liderado por Aaron Sprinkle que já fez vários trabalhos no rock cristão, atualmente Fair tem contrato com Tooth & Nail Records, Aaron Sprinkle 
na década de 1990 ele trabalhou com o grupo Poor Old Lu extinto , depois de seu trabalho solo, passou criou a banda Rose Blossom Punch, Ele também é conhecido por produzir álbuns para bandas famosas caso de Demon Hunter, Emery, Anberlin and Kutless. Em 2005 a ideia de criar Fair sai de Aaron trazendo 3 integrantes do Poor Old Lu.
A Banda lança seu primeiro álbum na temporada 2005/2006 em Seatle com o nome The Best Worst-Case Scenario, em 6 de junho de 2006. Fair fez seu lançamento em uma turnê com a banda Eisley, os hits da banda mais tocados são a faixa 01-Monday e 03-Carelessness.

## Membros
- Aaron Sprinkle - vocal, guitarra
- Erick Newbill - vocal , guitarra
- Joey Sanchez - baterista, percussão
- Nick Barber - vocal e baixo.

## Discografia
- The Best Worst-Case Scenario 2006 pela Tooth & Nail Records